# Băicoi
Băicoi là một thị xã thuộc hạt Prahova, România. Dân số thời điểm năm 2002 là 19979 người.